# Alquibla

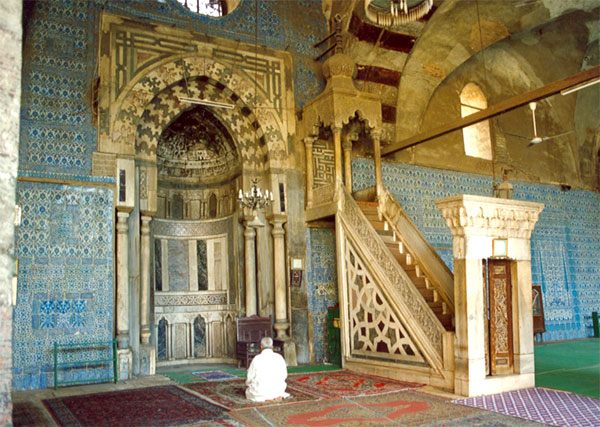
Mur de l'alquibla, amb el mihrab i el minbar, de la mesquita d'Aqsunqur, al Caire

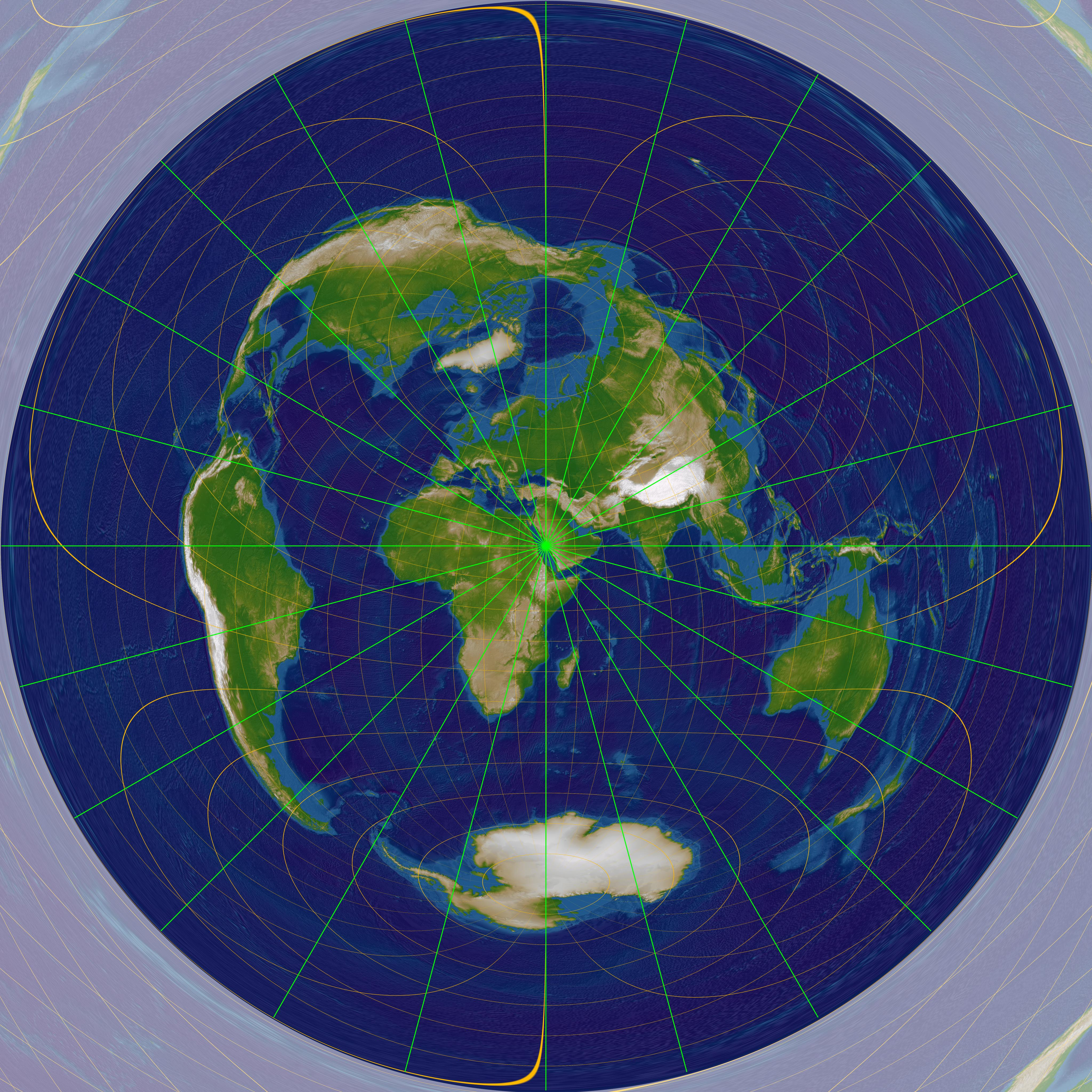
Mapamundi centrat en l'alquibla

L'alquibla (de l'àrab قبلة, qibla) és la direcció o orientació cap on cal fer la pregària islàmica. Originalment la fe islàmica dirigia la pregària a Jerusalem, però a partir de l'Hègira, es va dirigir cap a la Meca. A la sura 2, aleia 144 de l'Alcorà es diu «Gira el rostre, canvia'l de meta, cap a Al-Masgidu-l-haram la santa mesquita, sempre sagrada [que envolta la Kaba, a la Meca]. Allà on sigueu, gireu els rostres cap a la seva orientació, la nova qibla, la nova orientació de la pregària».
Aquesta direcció assenyala la ciutat de la Meca, i més concretament la Kaba, que es troba a la mesquita d'al-Haram. Fins i tot hom ha discutit quin lloc concret de la Kaba és el punt exacte on de fet se centra tot el món islàmic.
Aquesta pràctica fa que totes les mesquites i llocs de culte islàmic estiguin orientades a l'alquible i que, per extensió, el mur que indiqui aquesta direcció també s'anomeni alquibla. Per orientar-se, la direcció exacta ve indicada pel mihrab, situat sempre al mur de l'alquibla.